# Nemoleon varius
Nemoleon varius is een insect uit de familie van de mierenleeuwen (Myrmeleontidae), die tot de orde netvleugeligen (Neuroptera) behoort. 
Nemoleon varius is voor het eerst wetenschappelijk beschreven door Navás in 1936.